# مقاطعة جلريز
جلريز هي مقاطعة أفغانية تقع في غرب ميدان شهر، ولاية وردك. تقع البلدة الرئيسية في جالريز، التي تبلغ 62.9 كيلومتر (39.1 ميل) جنوب غرب وسط كابل عبر الطريق السريع كابول-بهسود السريع. المنطقة منتج رئيسي للبطاطس.